# Sabetha, Kansas
Sabetha là một thành phố thuộc quận Nemaha, tiểu bang Kansas, Hoa Kỳ. Năm 2010, dân số của xã này là 2571 người.

## Dân số
Dân số các năm:
- Năm 2000: 2589 người
- Năm 2010: 2571 người